# John Lewis Hall
John Lewis Hall (n. 21 august 1934, Colorado, SUA) este un fizician american, laureat al Premiului Nobel pentru Fizică în 2005, împreună cu Theodor Hänsch, pentru contribuțiile aduse la dezvoltarea spectroscopiei de mare precizie, pe bază de laser, inclusiv pentru tehnica pieptenele optic.Hall și Hänsch au împărțit jumătate din premiu, cealaltă fiind acordată lui Roy Jay Glauber.